# 1077
Cette page concerne l'année 1077  du calendrier julien. Pour l'année 1077 av. J.-C., voir 1077 av. J.-C.
L'année 1077 est une année commune qui commence un dimanche.

## Événements

L'empereur Henri IV agenouillé devant Mathilde de Toscane en présence du Pape Grégoire VII qui l'a excommunié, miniature du XIIe siècle. L'expression « aller à Canossa » désigne depuis le fait d'aller s'humilier devant son ennemi. Elle ferait référence à un événement historique se rapportant à la querelle des investitures, querelle qui opposa les empereurs germaniques (puis les rois de France) à la papauté dans la désignation des évêques. En 1076, l'empereur d'Allemagne Henri IV ayant fait destituer le pape Grégoire VII dans un concile d'évêques qu'il avait nommé, le pape excommunia l'empereur, déliant ainsi ses sujets de tout serment d'obéissance. Les pourparlers ayant échoué, l'empereur se résolut à aller voir le pape lui-même. Il apprit ainsi que le pape était en villégiature chez la comtesse Mathilde de Toscane à Canossa. Franchissant les Alpes en plein hiver, il arriva au pied de la ville de Canossa le 25 janvier 1077. L'apprenant, le pape fit fermer les portes de la ville. La légende veut qu’Henri IV, sa femme et ses enfants, en chemise de bure, durent attendre, les pieds dans la neige, que le pape change d'avis, ce qu'il fit le 28 janvier. Le recevant, le pape ne pouvait faire moins que de lever l'excommunication de l'empereur.

- 25-28 janvier : affaire de Canossa où l’empereur germanique Henri IV, isolé, implore son pardon devant le pape Grégoire VII, qui accepte son repentir, après l’avoir fait patienter trois jours dans la cour du château de Mathilde de Toscane[1].
  - Grégoire VII réside auprès de Mathilde, son alliée, jusqu'en septembre[1]. Pendant ce séjour, la comtesse aurait légué ses États au Saint-Siège[2] (Toscane, Crémone, Ferrare, Mantoue, duché de Modène et Reggio).
  - La levée de l’excommunication permet à Henri de triompher des Féodaux révoltés en Allemagne. Mais il rompt à nouveau avec Grégoire VII, le fait déposer et fait élire l’antipape Clément III (Guibert de Ravenne), qu’il ne réussit pas à imposer hors de l’Empire (1080).
- 28 janvier : une charte de Guillaume VIII, duc d'Aquitaine confirme les droits des Clunisiens sur les monnaies de Niort et de Saint-Jean-d'Angély[3].
- 15 mars : Rodolphe de Souabe, beau-frère de l’empereur Henri IV est élu roi de Germanie en concurrence avec lui ; il est sacré par l'archevêque Sigefroi le 26 mars à Mayence[4].
- Mars-mai : le comte Simon de Vexin se retire à l'Abbaye de Saint-Claude dans le Jura. Sa principauté est démembrée[5]. Le Valois revient à son beau-frère Herbert IV de Vermandois, le comté d'Amiens est réuni à la Couronne, et le Vexin est partagé entre le duc de Normandie (Vexin normand) et le roi des Francs Philippe Ier (Vexin français).
- 3 avril : l’empereur Henri IV accorde au patriarche d'Aquilée Sigeardo le comté du Frioul avec des prérogatives ducales pour sa fidélité au pouvoir impérial[6]. Premier parlement du Frioul.
- 25 avril : mort de Géza de Hongrie. Son frère Ladislas Ier Arpad (Saint, 1040-1095) est élu roi de Hongrie (fin de règne en 1095)[7].
- Mai : le dernier prince lombard de Salerne, Gisolf II, capitule. il se rend à Rome où le pape lui donne un commandement militaire en Campanie[8].
- 28 juin : dans une lettre aux rois et princes d'Espagne, le pape revendique les droits du Saint-Siège sur la péninsule[9].
- 14 juillet : consécration de la cathédrale de Bayeux[10] dont la célèbre tapisserie est terminée en 1082.
- 13 septembre : consécration de l'abbaye aux Hommes fondée à Caen par le duc de Normandie Guillaume le Conquérant[10].
- 3 octobre : début de la révolte de Nicéphore Bryennios contre l'empereur byzantin Michel VII Doukas. Il est proclamé empereur par son armée à Trajanopolis. Le mercenaire normand Roussel de Bailleul est tiré de sa prison pour réprimer la révolte. Nicéphore Bryenne envoie son frère Jean Bryenne contre Constantinople, défendue par Roussel de Bailleul, Alexis Comnène et Constantin Doukas. Jean Bryenne doit se retirer[11] (fin en mai 1078)[12].
- 10 octobre : l'armée byzantine d'Orient se révolte à son tour et proclame empereur le domestique des Scholes Nicéphore Botaniatès ; Michel VII fait appel au fils de Kutulmuch, Suleyman un cousin du Saljûqide Alp Arslan, qui passe presque aussitôt au parti de l’usurpateur[11].
- 23 octobre : consécration de l'abbaye Notre-Dame du Bec[10].
- 19 décembre : Robert Guiscard commence le siège de Bénévent[13].

- Le serbe Mihailo Vojislavljević reçoit une couronne du pape Grégoire VII[14] qui le qualifie de roi des Slaves et souverain de la Dioclée[15].
- Les Corses reconnaissent le pape pour leur suzerain. En 1091, il confie l'administration de la Corse à Pise[16].
- Adoption d'une charte communale à Cambrai[17].